# 210230 Linyuanpei
210230 Linyuanpei è un asteroide della fascia principale. Scoperto nel 2007, presenta un'orbita caratterizzata da un semiasse maggiore pari a 2,4558396 UA e da un'eccentricità di 0,1049805, inclinata di 5,82096° rispetto all'eclittica.